# Ядав, Рам Сахая
Рам Сахая Прасад Ядав (непальск. रामसहाय प्रसाद यादव; род. 24 июля 1971) — непальский политик, занимающий пост вице-президента Непала с 20 марта 2023 года. Экс-министр лесов и окружающей среды Непала.
Он был членом 1-го федерального парламента Непала. На всеобщих выборах в Непале в 2017 году он был избран от избирательного округа Бара-2, набрав 28 185 (50,01%) голосов.

## Политическая карьера
Ядав начал свою политическую карьеру в 1990 году, присоединившись к Непальскому форуму Мадхеши Джана Адхикар. Позже он стал генеральным секретарём-основателем Форума Мадхеси Джана Адхикар. Он был вовлечён в первое движение Мадхеш в 2007 году. Впервые он был избран в 2008 году в первое Учредительное собрание от округа Бара. В 2017 году был переизбран.
Ядав также занимал пост министра лесного хозяйства и окружающей среды в кабинете Шер Бахадура Деубы.